# Ruth Poritzky

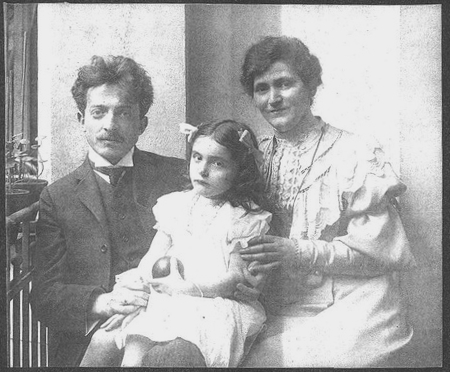
Ruth Poritzky mit ihren Eltern, um 1907

Ruth Rebekka Poritzky, Künstlername Ruth Porita  (* 24. August 1902 in Berlin; † August 1942 im KZ Auschwitz) war eine deutsche Opernsängerin, Komponistin, Harfenistin und Organistin.

## Leben
Ruth Poritzky kam als einziges Kind des Schriftstellers und Regisseurs Jakob Elias Poritzky und der Dichterin Helene geborene Orzolkovsky in Berlin zur Welt. Die Mutter stammte aus einer Kantoren-Familie. Der Vater, streng orthodox jüdisch erzogen, war als Kind nach Karlsruhe gekommen und hatte sich später weltlichen Literatenkreisen angeschlossen. Um 1915 erhielt er vorübergehend eine Anstellung am Badischen Landestheater in Karlsruhe, kehrte dann aber nach Berlin zurück. Ruth blieb bei der Mutter und zwei Tanten in Karlsruhe, wo auch weitere Verwandte wohnten. Sie absolvierte eine Gesangsausbildung, vermutlich bei Carl Beines in Darmstadt, und lernte Klavier, Orgel, Gitarre und chromatische Harfe.
Ruth sang Sopran, ab 1933 vor allem im Kontext des Jüdischen Kulturbundes, und komponierte, u. a. Lieder für die Synagoge. Bald nahm sie den vielleicht der italienischen Opernwelt entlehnten Künstlernamen „Porita“ an.
Sie unterrichtete am Munzschen Konservatorium in Karlsruhe und hatte zahlreiche Auftritte. 1934 berichtete beispielsweise das badische Israelitische Gemeindeblatt über einen ihrer Auftritte bei einem „Familienabend“ des Reichsbundes jüdischer Frontsoldaten: „Unsere einheimische Lautensängerin Ruth Porita erfreute im ersten Teil mit ernsten, im zweiten Teil mit lustigen, zum Teil selbst komponierten Liedern zur Laute.“
Als Organistin war sie în den 1930er Jahren in der Israelitischen Gemeinde Karlsruhe tätig.
Am 22. Oktober 1940 wurde Ruth mit ihrer Mutter und mehreren Tausend jüdischen Menschen aus dem südwestdeutschen Raum nach dem südfranzösischen Gurs verschleppt, wo sie unter sehr schweren Bedingungen bis Sommer 1942 lebten. Vom Sammellager Drancy aus wurden beide am 12. August 1942 nach Auschwitz-Birkenau deportiert und sind dort ermordet worden.

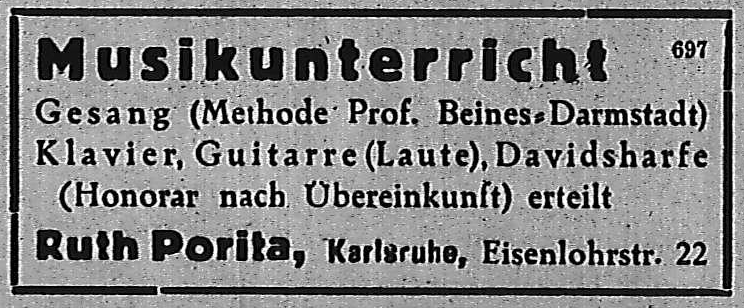
Inserat der Musiklehrerin Ruth Porita, 1933